# 莫里斯·加兰

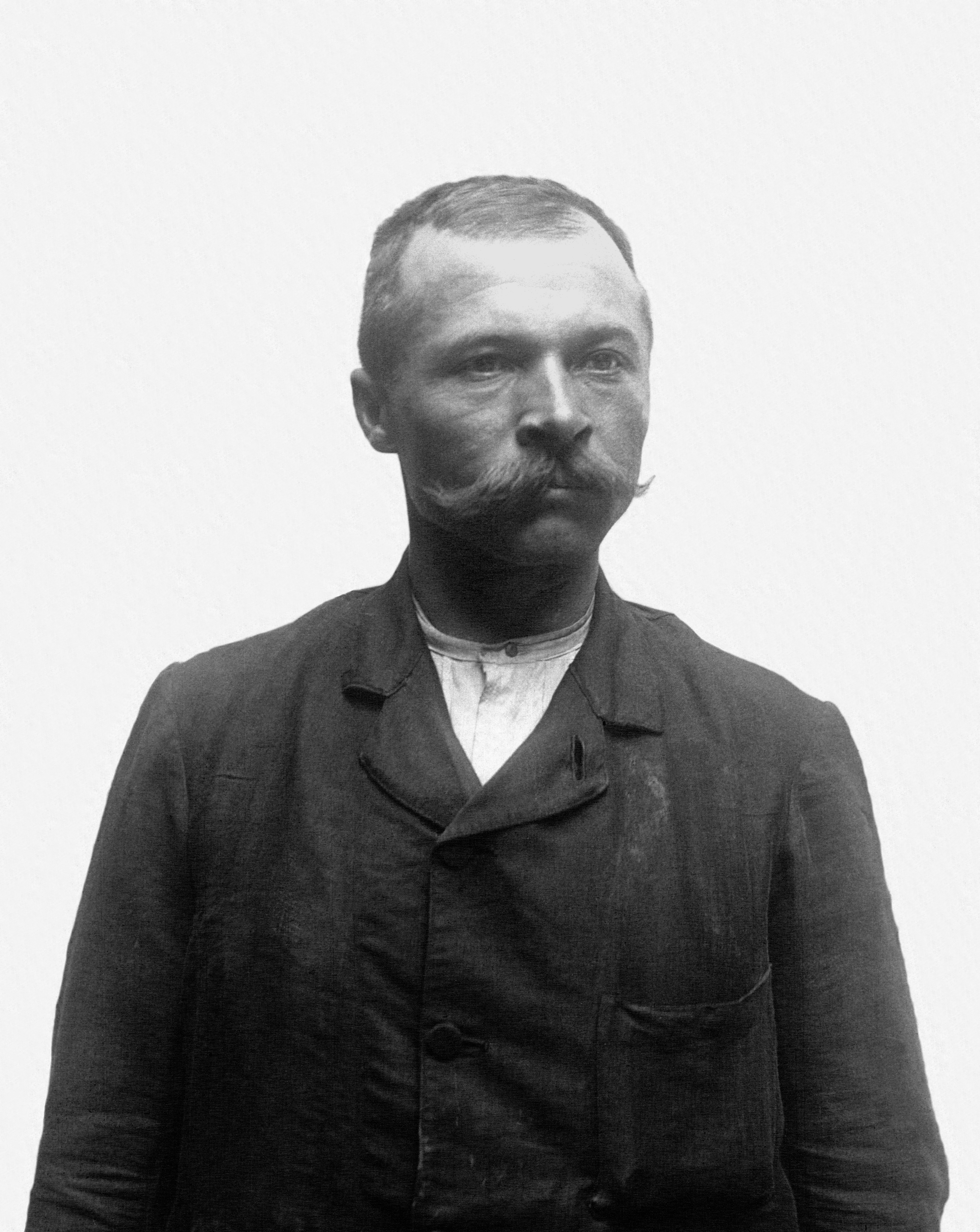
Maurice Garin

莫里斯-弗朗索瓦·加兰（法語發音：[mɔʁis fʁɑ̃swa ɡaʁɛ̃]，1871年3月3日—1957年2月19日），法国自行车运动员，他获得了首届环法自行车赛冠军。在1904年环法自行车赛中，他由于欺诈，被取消了该赛季的比赛成绩。